# Vectrex

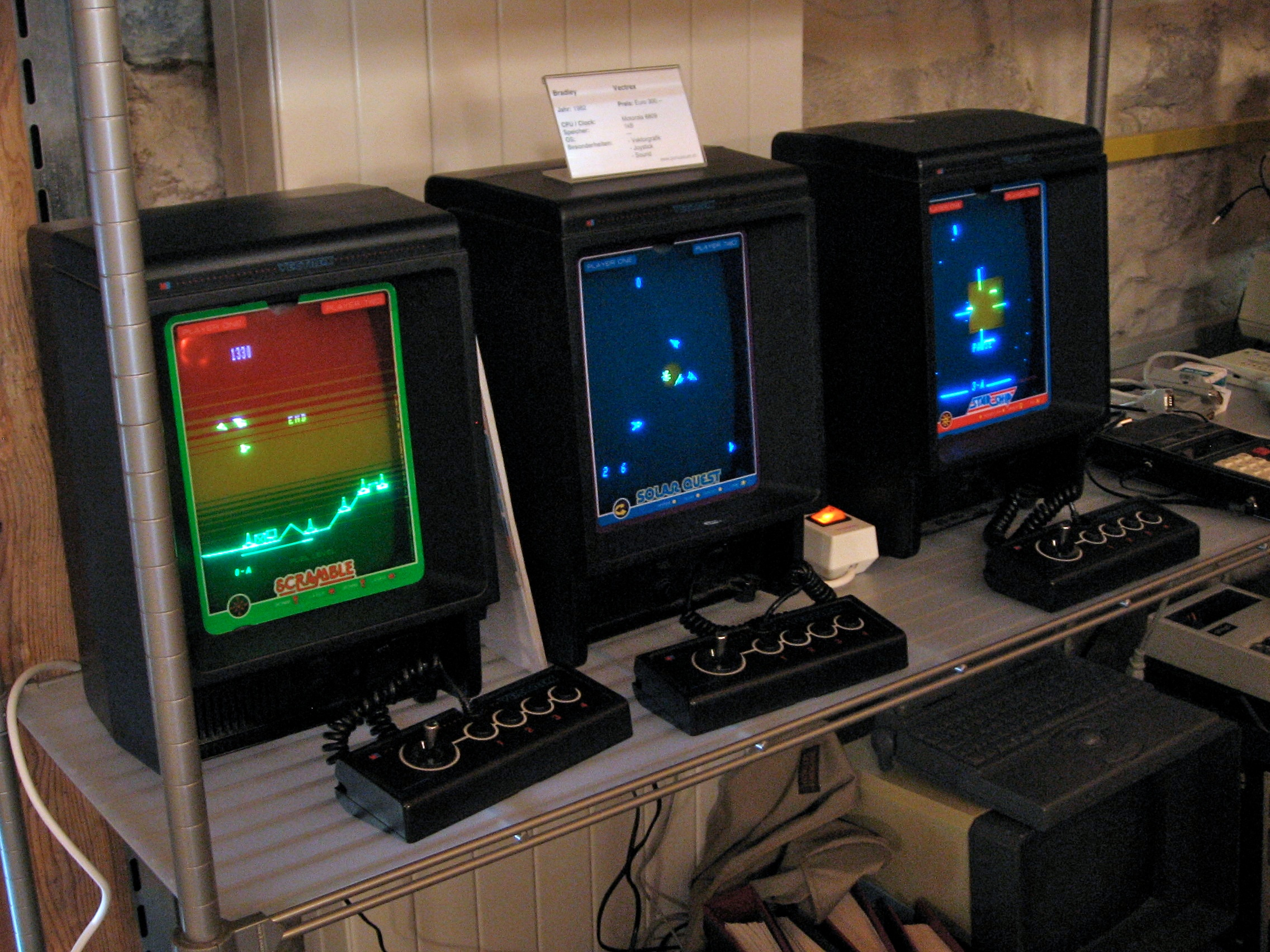
Vectrex

Vectrex je osmibitová herní konzole vytvořená General Consumer Electric (GCE). Byla vydána v roce 1982 za cenu 199 USD. Po krizi v roce 1984 Vectrex opustil trh. Systém měl vestavěnou hru Minestorm.
Na rozdíl od ostatních herních konzolí, které jako zobrazovač používaly TV přijímač, měl Vectrex svou vlastní obrazovku, která zobrazovala vektorovou grafiku (odsud také název Vectrex). Protože obrazovka Vectrexu byla černobílá, předkládala se před ni zabarvená fólie, čímž se vytvářel dojem barevného zobrazení a zmenšoval se vjem blikání vektorové obrazovky.
Ovladač Vectrexu byl analogový. Dalšími perifériemi je světelné pero a 3D imager.

## Technická specifikace

### Základní deska
- CPU: Motorola 68A09 @ 1,6 MHz
- RAM: 1 KB (2× 4bitový 2114 čip)
- ROM: 8 KB (jeden 8bitový 2363 čip)

### Zvuk
- Zvukový čip: General Instruments AY-3-8912

### Zobrazovač
- Vektorová obrazovka: Samsung 240RB40 B&W Vector (9×11 palců)
- Bez možnosti připojení k TV přijímači
- Spolu s Atari 2600 měl jako první analogový ovladač